# Добрынин, Владимир Александрович
Влади́мир Алекса́ндрович Добры́нин (2 августа 1924, пос. Белоомут, Луховицкий район, Московская область — 27 декабря 2002, Москва) — советский и российский учёный в области экономики сельского хозяйства, академик ВАСХНИЛ (1988), заслуженный деятель науки Российской Федерации (1995).

## Биография
Участник Великой Отечественной войны, окончил 2-е Московское пехотное училище (1943), воевал на Западном фронте. Демобилизован после тяжёлого ранения в ногу.
Окончил Московскую сельскохозяйственную академию имени К. А. Тимирязева (ТСХА) (1949) и её аспирантуру (1949—1950, 1951—1953), в перерыве — помощник заместителя министра сельского хозяйства СССР (1950—1951). Защитил кандидатскую диссертацию «Некоторые вопросы экономики и специализации колхозов Луховицкого района Московской области».
С 1953 года работал в ТСХА: ассистент, старший преподаватель (1955), доцент (1962), профессор (1970) кафедры экономики сельского хозяйства. В 1972—1979 зав. кафедрой, в 1980—1986 декан экономического факультета.
Доктор экономических наук (1970, диссертация «Важнейшие проблемы экономики молочного скотоводства»), профессор (1971), академик ВАСХНИЛ (1988).
Сын Андрей (1957—2023) — поэт и прозаик.

## Награды
Заслуженный деятель науки РФ (1994). Награждён орденами Славы III степени (1945), Отечественной войны I степени (1985), Дружбы народов (1984), «Знак Почёта» (1971), 15 медалями СССР и РФ.

## Публикации
Автор более 200 научных трудов, в том числе 36 книг, из них две монографии и учебник.
- Экономика молочного скотоводства. — М.: Колос, 1969. — 256 с.
- Экономика сельского хозяйства: учеб. для студентов высш. с.-х. учеб. заведений по экон. спец. / соавт.: П. П. Дунаев и др. — М.: Колос, 1978. — 399 с.
  - То же. — 2-е перераб. и доп. изд. — 1984. — 544 с.
  - То же. — 3-е перераб. и доп. изд. — М.: Агропромиздат, 1990. — 476 с.
- Интенсификация — магистральное направление развития сельского хозяйства. — М., 1983. — 41 с. — (В помощь лектору / О-во «Знание» РСФСР. Науч.-метод. совет по пропаганде с.-х. знаний и передового опыта).
- Государственное регулирование агропромышленного производства / Учеб.-изд. отд. центра «Земля России» экон. фак. МСХА. — М., 1998. — 82 с.
- Кооперация в сельском хозяйстве: учеб. пособие / Учеб.-изд. отд. центра «Земля России» экон. фак. МСХА. — М., 1999. — 120 с.
- Государственное регулирование агропромышленного производства: учеб. пособие / Моск. с.-х. акад. им. К. А. Тимирязева. — М., 2000. — 129 с.
- Актуальные проблемы экономики агропромышленного комплекса: учеб. пособие для студентов экон. фак. с.-х. вузов / Моск. с.-х. акад. им. К. А. Тимирязева. — М., 2001. — 401 с.